# Bretka
Bretka (hongrois : Beretke) est un village de Slovaquie situé dans la région de Košice.

## Histoire
La première mention écrite du village date de 1286.
La localité fut annexée par la Hongrie après le premier arbitrage de Vienne le 2 novembre 1938. En 1938, on comptait 495 habitants dont 3 d'origine juive. Elle faisait partie du district de Tornaľa (hongrois : Tornaljai járás). Le nom de la localité avant la Seconde Guerre mondiale était Bretka/Beretke. Durant la période 1938 - 1945, le nom hongrois Beretke était d'usage. À la libération, la commune a été réintégrée dans la Tchécoslovaquie reconstituée.

## Démographie

### Évolution de la population
| Année:               | 1994. | 2004.   | 2014.    | 2024.   |
| -------------------- | ----- | ------- | -------- | ------- |
| Nombre de personnes: | 362   | 350     | 400      | 397     |
| Différence:          |       | -3,31 % | +14,28 % | -0,75 % |

| Année:               | 2023. | 2024.   |
| -------------------- | ----- | ------- |
| Nombre de personnes: | 400   | 397     |
| Différence:          |       | -0,75 % |